# Nagy Dániel (labdarúgó, 1984)
Nagy Dániel (Székesfehérvár, 1984. november 22. –) labdarúgó, középpályás.

## Pályafutása

### Videoton
A korosztályos csapatokat végigjárva, 2003 nyarán került be az akkor Csank János által irányított felnőttkeretbe. Első NB I-es meccsét 2003. október 19-én, a Matáv Sopron ellen játszotta. Jelenlegi a Videoton leghosszabb ideje tagja a felnőttcsapatnak. Részese a kétezres évek valamennyi Vidi-sikerének: Magyar Kupa-győztes, kétszeres Ligakupa-győztes, bajnoki arany-, ezüst- és bronzérmes.
Tősgyökeres székesfehérvári támadó stabil, meghatározó játékosa lett a Videotonnak, posztján az ország egyik legjobbja.
Egy sérülés miatt  lemaradt a válogatottság lehetőségéről.

## Sikerei, díjai
Videoton FC
- Magyar bajnok: 2011
- Magyar bajnoki ezüstérmes: 2010
- Magyar bajnoki bronzérmes 2005–06

## Statisztika

### Klubcsapatokban
| Csapat      | Szezon  | Mérkőzés | Gól |
| ----------- | ------- | -------- | --- |
| Videoton FC | 2011-12 | 5        | 0   |
| Videoton FC | 2010-11 | 19       | 0   |
| Videoton FC | 2009-10 | 25       | 3   |
| Videoton FC | 2008-09 | 24       | 1   |
| Videoton FC | 2007-08 | 24       | 4   |
| Videoton FC | 2006-07 | 23       | 2   |
| Videoton FC | 2005-06 | 14       | 2   |
| Videoton FC | 2004-05 | 8        | 2   |
| Videoton FC | 2003-04 | 6        | 0   |
| Összesen    |         | 148      | 14  |